# Mosetenes
Los mosetenes son un pueblo indígena originario de la Amazonia de Bolivia, asentado en el departamento del Beni.

## Características
Habitan a lo largo del río Beni y al este del mismo. Son personas sedentarias dedicadas a la labranza. Viven en cabañas de caña. Llevan túnicas largas sin mangas de colores brillantes. No tienen canoas pero usan balsas. El arco y la flecha son sus principales armas.
La familia mosetena consta de dos pueblos, los t'simanes y los mosetenes, que se hacen llamar mintyi'in ('personas'), y llaman a su idioma tsinsi ('nuestro idioma') o khäei'si. Entre otras tribus y pueblos (según Metraux) los mosetenes fueron nombrados también: raches, amos, chumpas, cunanas, aparoños y magdalenos. Según su ubicación, es decir, los ríos donde viven, algunos mosetenes se llaman muchanes y otros tucupi. Los t'simanes llaman a los mosetenes como chhaetidye ('aquellos que se parecen a nosotros).
La organización social de los mosetenes se basa actualmente en la familia monogámica rígida, con tendencia endogámica, debido probablemente al temor de que los colonos aimarás se apropien de sus tierras. Los mosetenes son cristianos católicos evangelizados por las órdenes jesuítica y franciscana, casi sin presencia protestante ni evangélica.
En el marco de la ley n.º 1715 a los mosetenes se le reconoció su tierra comunitaria de origen (TCO) en la zona de Inicua, Santa Ana y Muchanes, en los departamentos de La Paz y Beni.

## Población
Según el censo Conniob (Confederación Nacional de Nacionalidades Indígenas y Originarias de Bolivia (2004), eran 3280. La población que se autorreconoció como mosetén en el censo boliviano de 2001 fue de 789 personas. Este número aumentó a 3516 en el censo de 2012.
Los mosetenes de Covendo son 600 y los de Santa Ana 150-200. 

## Idioma
Desde la promulgación del decreto supremo n.º 25894 el 11 de septiembre de 2000 el idioma moseteno es una de las lenguas indígenas oficiales de Bolivia, lo que fue incluido en la Constitución Política al ser promulgada el 7 de febrero de 2009.
El idioma moseteno tiene dos dialectos: el moseteno de Santa Ana: hablado en las aldeas de Santa Ana, Inicua, Muchanes y otros asentamientos circundantes más pequeños; y el moseteno de Covendo, que se habla en Covendo y las aldeas circundantes. Los mosetenes son bilingües, hablan moseteno y español. Según el lingüista Swadesh (1963), los mosetenes están relacionados con los grupos chon (she y tehuelche) del sur de Argentina y Chile. Suárez (1969 y 1973) extiende esta teoría a los yuracarés, otra etnia boliviana. Por lo que todos estos grupos se conectan con hablantes panos y tacanas. El área de esta megafamilia se extiende hacia el oeste de Brasil vecino a Perú y Bolivia y al sur a través de Argentina hasta Tierra del Fuego.